# Омализиды
Омализиды (лат. Omalisidae) — семейство насекомых отряда жесткокрылых. В ископаемом состоянии известны из балтийского янтаря.

## Систематика
Род Thilmanus описывается также и в другом семействе — краснокрылы (в подсемействе: Thilmaninae). Бывшему подроду Phaeopterus, из рода Omalisus, был дан ранг рода.

## Биология
Биология семейства изучена недостаточно. Обитают в лиственных лесах умеренной зоны и кустарниковой растительности Средиземноморского региона. Самцы появляются поздней весной и ранним летом, попадаются при кошении травы сачком. Omalisus fontisbellaquaei, единственный вид семейства, для которого известны самки и личинки, на личиночной стадии охотится на двупарноногих многоножек, самки данного вида обладают зачаточными элитрами и задними крыльями и живут в почве. 